# Ionela Stanca-Gâlcă
Ionela Stanca-Gâlcă, née le 9 janvier 1981 à Constanța, est une handballeuse roumaine, évoluant au poste de pivot.

## Biographie
Après une saison 2013-2014 marquée par une victoire en coupe de France, Ionela Stanca quitte Fleury pour rejoindre Chambray-lès-Tours, en 2e division. Mais début Janvier 2015, elle annonce aux dirigeants du CTHB qu'elle quitte le club, pour raisons familiales. Même après plusieurs propositions, son choix est définitif. Triste nouvelle pour le Chambray Touraine Handball Club, car Ionela était un très bon pilier de l'équipe, sportivement comme mentalement.[style à revoir]

## Palmarès

### Club
Compétitions internationales
- finaliste de la Ligue des champions en 2010 en (avec CS Oltchim Vâlcea)
- vainqueur de la coupe des vainqueurs de coupe en 2007 (avec CS Oltchim Vâlcea)
- vainqueur de la supercoupe d'Europe en 2007 (avec CS Oltchim Vâlcea)

compétitions nationales
- championne de Roumanie (6) en 2007, 2008, 2010, 2011, 2012 et 2013 (avec CS Oltchim Vâlcea)
- vainqueur de la coupe de France en 2014 (avec Fleury Loiret)
- vainqueur de la coupe de Roumanie (2) en 2007 et 2011 (avec CS Oltchim Vâlcea)
- vainqueur de la coupe de Croatie en 2004 (avec Podravka Koprivnica)

### Sélection nationale
championnats du monde
- finaliste du championnat du monde 2005
- 4e place du championnat du monde 2007

championnats d'Europe
- troisième du championnat d'Europe 2010

autres
- vainqueur du championnat d'Europe junior en 2000[3]
- vainqueur du championnat d'Europe jeunes en 1999

### Distinctions personnelles
- Élue meilleure pivot du championnat du monde 2007[4]